# Biotopvielfalt
Die Biotopvielfalt (auch Lebensraumvielfalt oder -diversität) ist ein Bewertungsmaßstab zur Landschaftsbewertung im Naturschutz. Sie bildet neben der genetischen und der Artenvielfalt die dritte Stufe der Biodiversität.
Biotopvielfalt meint das Vorkommen zahlreicher unterschiedlicher Biotoptypen pro Fläche nebeneinander in dem betrachteten Landschaftsraum oder -ausschnitt. Handelt es sich gleichzeitig um Flächentypen mit unterschiedlicher Vegetationsstruktur, z. B. Wiesen, Wälder, Gebüsche, Staudenfluren nebeneinander, wird dies oft als "Strukturvielfalt" umschrieben. Biotopvielfalt erhöht die Artenvielfalt, weil in jedem Biotoptyp eine eigene Lebensgemeinschaft vorkommt, so dass beim Vorkommen zahlreicher Biotoptypen nebeneinander mehr Arten dieselbe Fläche besiedeln können. Dies gilt freilich nicht unbegrenzt, weil sowohl Arten wie auch Lebensgemeinschaften ein Minimumareal besitzen, unterhalb dessen entweder gar kein Vorkommen oder nur noch ein suboptimales oder verarmtes möglich ist. Biotopvielfalt kann aber insbesondere im zoologischen Artenschutz auch direkt bedeutsam sein, weil zahlreiche Tierarten komplexe Lebensräume mit zahlreichen Teilhabitaten in erreichbarer Entfernung zueinander benötigen, z. B. Wasser- und Landlebensräume bei Amphibienarten oder Quartiere und Jagdhabitate von Fledermäusen. Treten Biotoptypen regelmäßig miteinander vergesellschaftet auf und besitzen diese eine gemeinsame, charakteristische Lebensgemeinschaft, spricht man von Biotopkomplexen. Manchmal kann man den Grenzbereich zwischen zwei Biotoptypen sogar als eigenen, linienförmigen eigenen Biotoptyp fassen. Dieser wird dann Ökoton genannt.
Bei der Analyse der Biotopvielfalt sind zwei komplementäre Felder zu unterscheiden: Ein Gebiet kann bereits aus geomorphologischen, bodenkundlichen oder naturräumlichen Gründen, also von Natur aus, sehr vielfältig sein ("primäre Landschaftsstruktur"). Daraus erklärt sich z. B. der hohe Artenreichtum von Gebirgen oder durch eiszeitliche Einflüsse reliefierter Landschaften. Außerdem kann die menschliche (anthropogene) Landnutzung sehr kleinteilig oder großräumig-vereinheitlichend erfolgen. In traditionellen Kulturlandschaften kann sich durch traditionelle bäuerliche Landnutzung ein kleinteiliges Mosaik aus Wiesen, Äckern, Rainen, Hecken und Obstwiesen auch bei recht einheitlichen Standortbedingungen ergeben ("sekundäre Landschaftsstruktur"). Die moderne, industrielle Landwirtschaft mit ihren großen Produktionseinheiten (Schlägen) vermindert durch Vereinheitlichung der Nutzung dann die Biotopvielfalt.
Der Ausdruck Biotopvielfalt (oder zusammengeführt Biotop- und Artenvielfalt) wird meistens rein qualitativ-beschreibend als Merkmal zur Wertigkeit von Landschaften für den Naturschutz verwendet. Eine quantitative Messung und weiterführende Berechnungen z. B. eines Diversitätsindex sind hier nicht üblich. Eine Ausnahme hiervon ist ein Anwendungsfeld, dass von der amerikanischen landscape ecology entwickelt und später nach Europa eingeführt worden ist. Dabei dienen sogenannte landscape metrics, eingedeutscht Landschaftsstrukturmaße, der großräumigen Beurteilung von Landschaften auf Grundlage von GIS-gestützten Luftbildauswertungen, also zur Beurteilung ganzer Landschaften mittels Fernerkundung, ohne Vor-Ort-Kartierung. Dabei können z. B, aufgrund der unterschiedlichen Farbwerte der Pixel verschiedene Vegetations- oder Nutzungstypen unterschieden werden. Anhand der räumlichen Anordnung homogen gefärbter und strukturierter Flächen können dann komplexe Maßzahlen ermittelt werden, die zur Charakterisierung ganzer Landschaften verwendet werden. Dabei werden auch gängige Diversitätsindices, z. B. der Shannon-Index und die dazugehörende Evenness berechnet. Dieses Vorgehen ist von ökologischer Seite allerdings wiederholt als zu stark vereinfachend kritisiert worden.